# Eurobowl XXVII
Der Eurobowl XXVII war das Endspiel der 27. Saison der European Football League und wurde am 6. Juli 2013 zwischen den Raiffeisen Vikings Vienna und den Swarco Raiders Tirol ausgespielt. Das Austragungsrecht wurde am 19. Juni 2013 von der EFAF an das zu diesem Zeitpunkt bereits qualifizierte Team aus Innsbruck vergeben.
Während die Raiders in ihrem Halbfinalspiel Titelverteidiger Calanda Broncos bezwangen, setzten sich die Vikings gegen die Berlin Adler, den Titelträger aus dem Jahr 2010, durch. Nachdem die Raiders und die Vikings bereits 2008 im Eurobowl XXII aufeinander trafen, war dies das zweite rein österreichische Finale.

## Scoreboard
|                                     |                              |  | Eurobowl XXVII       |                           |                           |  |                                                  |
|                                     | Innsbruck 6. Juli 2015 20:45 |  | Swarco Raiders Tirol | \| \| 14 : 37 \| \| \| \| | Raiffeisen Vikings Vienna |  | Tivoli-Neu Zuschauer: 8.000 Referee: M. Tschurer |
| (0:7, 0:16, 14:7, 0:7) Spielbericht | Innsbruck 6. Juli 2015 20:45 |  | Swarco Raiders Tirol |                           | Raiffeisen Vikings Vienna |  | Tivoli-Neu Zuschauer: 8.000 Referee: M. Tschurer |
|                                     | 14 : 37                      |  |                      |                           |                           |  |                                                  |
|                                     |                              |  |                      |                           |                           |  |                                                  |